# Tomoji Tanabe
Tomoji Tanabe (田鍋友時, Tanabe Tomoji; Miyakonojō, 18 september 1895 – aldaar, 19 juni 2009) was van 24 januari 2007 tot zijn dood officieel de oudste levende man ter wereld, na het overlijden van de 115-jarige Porto Ricaan Emiliano Mercado del Toro. De Japanner heeft deze titel 2 jaar en 146 dagen gedragen.
Tanabe werkte lange tijd als landmeter bij de gemeente Miyakonojō, voordat hij besloot boer te worden. Hij trouwde met Suki, die op 92-jarige leeftijd zou overlijden. Het stel kreeg acht kinderen. Tanabe trok uiteindelijk in bij zijn vijfde zoon.
Op 111-jarige leeftijd werd hij de oudste man ter wereld. Hij meldde toen dat hij eigenlijk te lang had geleefd, en verontschuldigde zich daar voor. Op zijn 112e verjaardag zei Tanabe dat hij nog lang niet wilde sterven. Op zijn 113e verjaardag herhaalde hij dit. Hij at dagelijks groenten, dronk melk en las de krant.
Tanabe overleed op de leeftijd van 113 jaar en 274 dagen.